# Кудряшёв, Евгений Ефимович
Евге́ний Ефи́мович Кудряшёв (22 марта 1930 — сентябрь 1980, Москва) — советский киноактёр, один из самых снимаемых актёров-эпизодников 1950-х годов.

## Биография
Евгений Кудряшёв родился 22 марта 1930 года. В начале 1950-х годов окончил студию при Ногинском драматическом театре и некоторое время работал в театре. В середине 1950-х годов Кудряшёв переехал в Москву, в 1955 году у него родился сын.
С середины 1950-х годов Кудряшёв активно снимался в эпизодах. Он был характерный актёр, исполнитель ролей грубоватых увальней. Среди его заметных работ: Ефим Ковров («Полюшко-поле»), шофёр самосвала («Необыкновенное путешествие Мишки Стрекачёва»), пленный Крыжнёв («Судьба человека»), Иван Москалёв («Карьера Димы Горина»), Толик («Когда разводят мосты»). В 1950-е годы был одним из самых снимаемых актёров-эпизодников.
Однако, несмотря на это, в начале 1960-х годов Евгений Кудряшёв оставил актёрскую профессию. Был мозаичником, рабочим на овощной базе. С определённого времени стал злоупотреблять алкоголем.

## Смерть
Умер в сентябре 1980 года на 51-м году жизни.

## Фильмография
- 1954 — Школа мужества — солдат
- 1955 — Сын — прохожий
- 1955 — Земля и люди — Костя Клюев
- 1956 — Долгий путь — ямщик
- 1956 — Они были первыми — Серж
- 1956 — Песня табунщика — милиционер
- 1956 — Полюшко-поле — Ефим Ковров
- 1956 — Разные судьбы — собутыльник Степана
- 1957 — Гори, моя звезда — шахтёр 7-го участка
- 1957 — Екатерина Воронина — Барыкин
- 1957 — Летят журавли — гость на вечеринке (нет в титрах)
- 1958 — Ветер — связной красных (нет в титрах)
- 1958 — Девушка с гитарой — участник самодеятельности
- 1958 — Иван Бровкин на целине — Костя
- 1958 — Матрос с «Кометы» — конкурсант (нет в титрах)
- 1958 — Юность наших отцов — офицер
- 1959 — Ванька — мясник
- 1959 — Всё начинается с дороги — рабочий (нет в титрах)
- 1959 — Необыкновенное путешествие Мишки Стрекачёва — шофёр самосвала
- 1959 — Отчий дом — колхозник
- 1959 — Первый день мира — старшина Зыков
- 1959 — Песня о Кольцове — эпизод
- 1959 — Соната Бетховена
- 1959 — Судьба человека — пленный предатель Крыжнёв
- 1959 — Тоже люди — солдат средних лет
- 1960 — Бессонная ночь — поздравляющий с цветами
- 1960 — За городской чертой — Василий
- 1960 — Ровесник века — эпизод
- 1960 — Серёжа — киномеханик Алексей
- 1960 — Яша Топорков — Саша
- 1961 — Карьера Димы Горина — Иван Москалёв
- 1961 — Ночь без милосердия — Брукс
- 1962 — Весёлые истории — дядя Гриша
- 1962 — Когда разводят мосты — Толик
- 1963 — Большой фитиль (новелла «Гудок») — матрос (нет в титрах)